# Derek Turner
Derek Turner (narozen 1964 v Dublinu, Irsko) je redaktor pravicového britského konzervativního dvouměsíčníku Right Now! a nezávislý novinář.
Turnerovy články vyšly ve 12 jazycích. Ve Velké Británii publikoval ve velkém množství časopisů a novin včetně The Times, Sunday Telegraph, Literary Review, Salisbury Review, European Journal, The Lady a Kent Life. V zahraničí se jeho články objevily v americkém časopisu Chronicles, německých Junge Freiheit a Criticon, francouzském National Hebdo, italském Percorsi a české Národní myšlence.
Před tím, než se stal novinářem, byl příslušníkem nejprve obchodního a později i vojenského námořnictva. Později se živil jako prodavač inzerce v pravicovém deníku The Daily Telegraph.
Derek Turner se ve svých článcích věnuje především otázkám nacionalismu a ochraně životního prostředí. Zároveň píše o anglické literatuře od 18. století po současnost, je také autorem několika cestopisů.